# Alpes-de-Haute-Provence
Alpes-de-Haute-Provence (IPA: [ˌalpdəotpʁɔˈvɑ̃s]; okcitánul: Aups d'Auta Provença) a 83 eredeti département egyike, amelyeket a francia forradalom alatt 1790. március 4-én hoztak létre.

## Elhelyezkedése
Franciaország délkeleti részén, Provence-Alpes-Côte d’Azur régiójában található megyét északkeletről Olaszország, keletről Alpes-Maritimes, délről Var, nyugatról Vaucluse, északról pedig Drôme és Hautes-Alpes megyék határolják.

## Települések
A megye legnagyobb városai a 2011-es népszámlálás alapján:
| Település                  | Népesség |
| -------------------------- | -------- |
| Manosque                   | 22 316   |
| Digne-les-Bains            | 16 886   |
| Sisteron                   | 7 450    |
| Château-Arnoux-Saint-Auban | 5 266    |
| Forcalquier                | 4 680    |
| Oraison                    | 5 392    |
| Pierrevert                 | 3 682    |
| Sainte-Tulle               | 3 344    |
| Villeneuve                 | 3 514    |
| Les Mées                   | 3 630    |

## Galéria

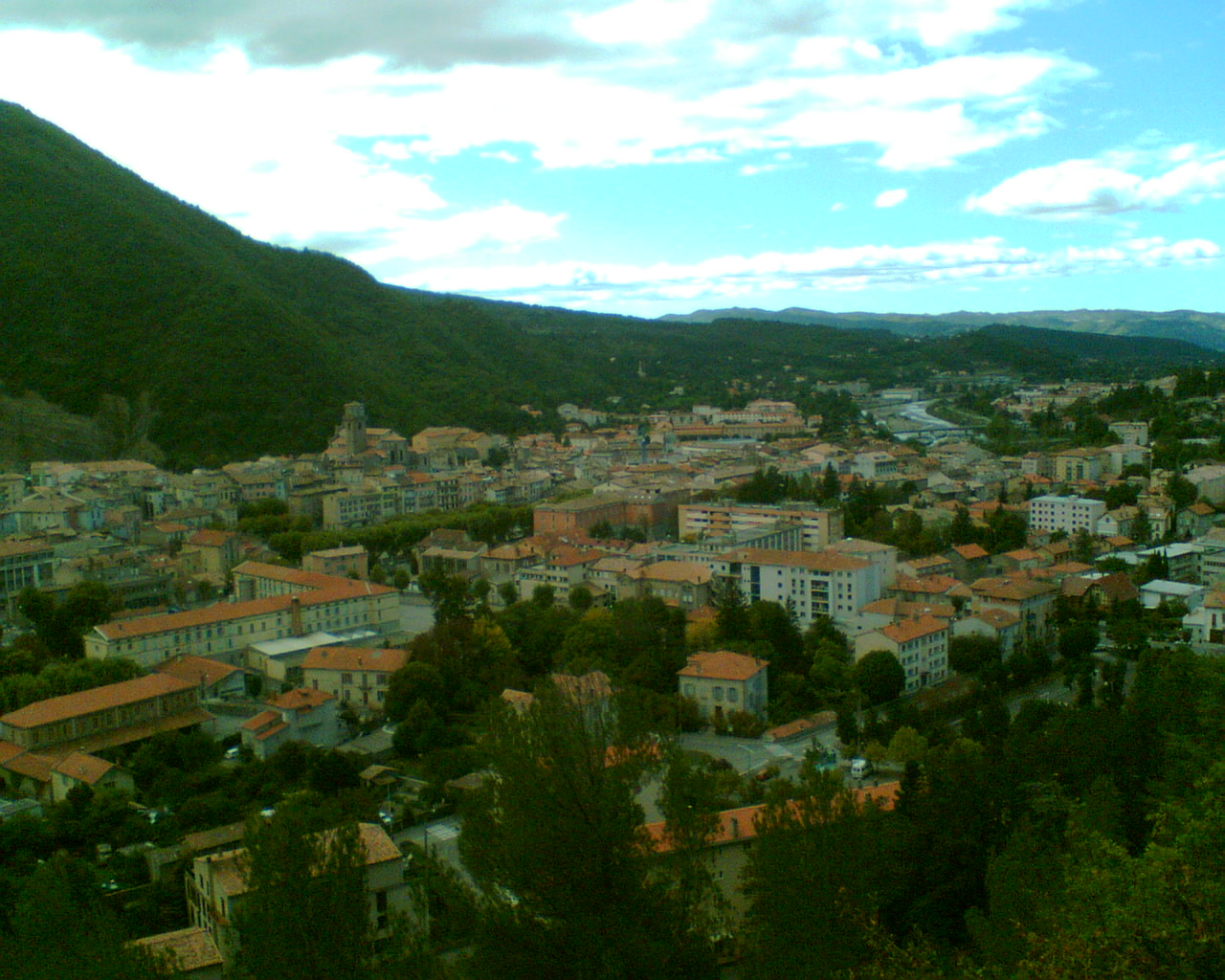
Digne-les-Bains
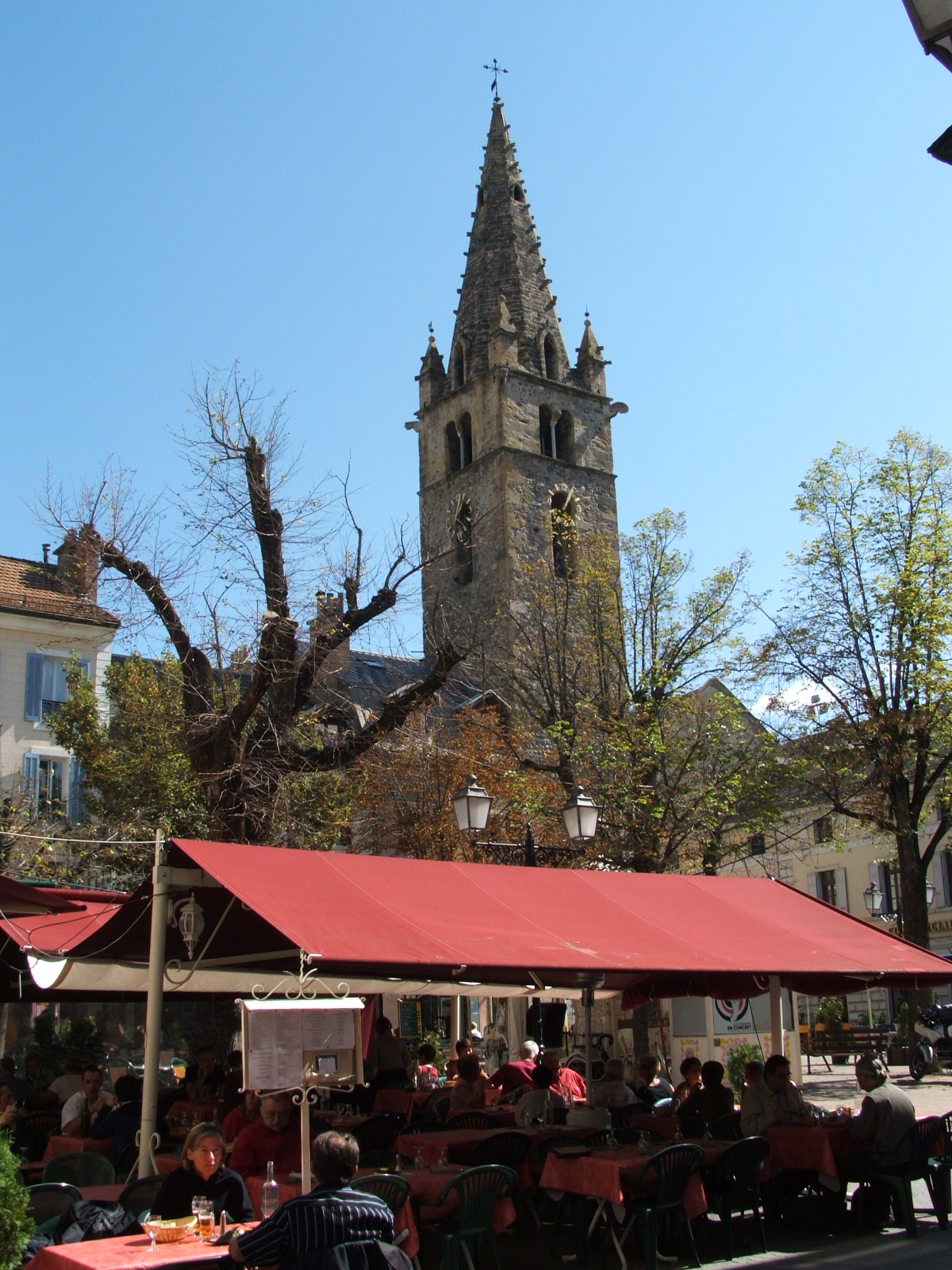
Barcelonnette
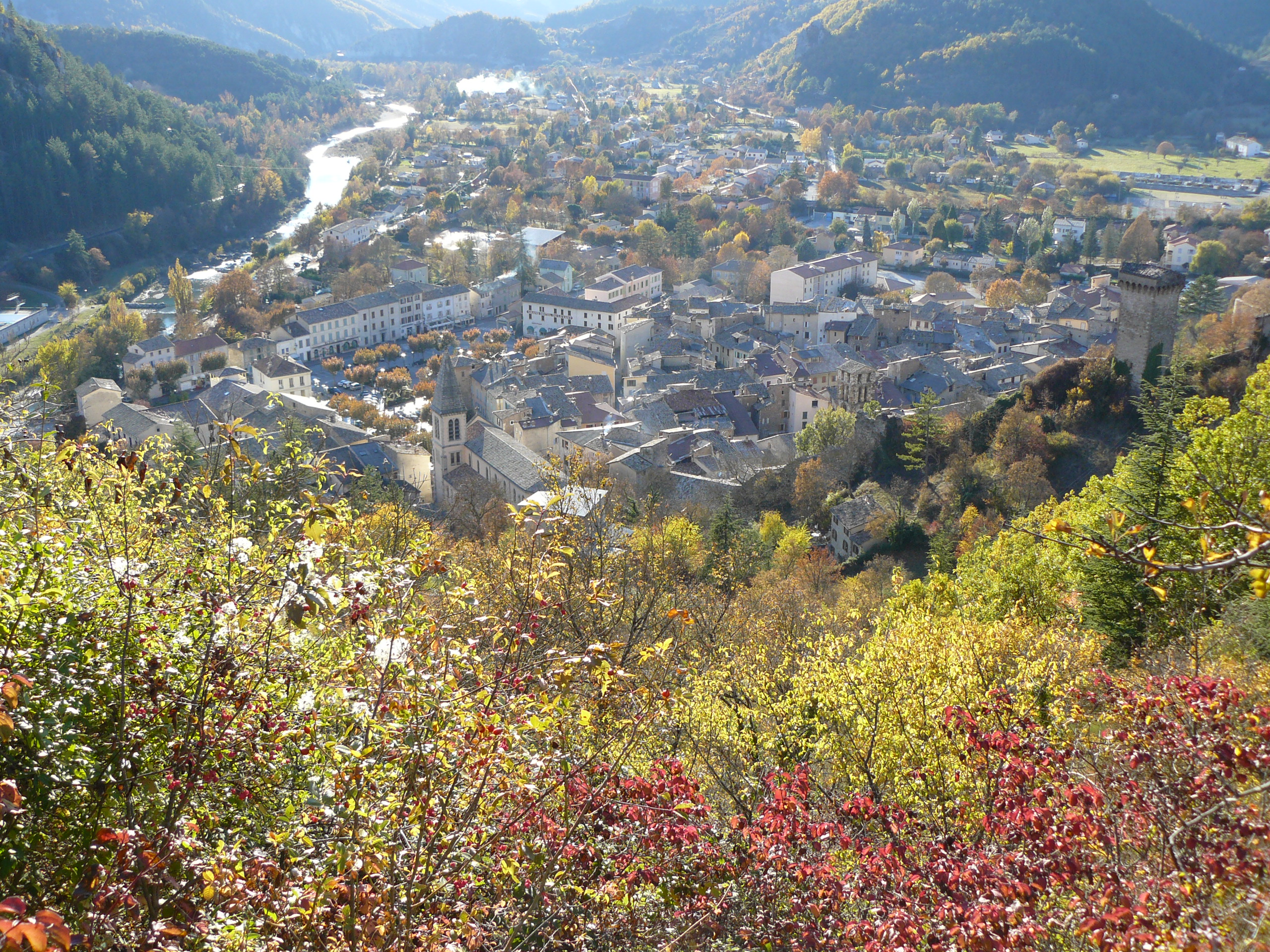
Castellane
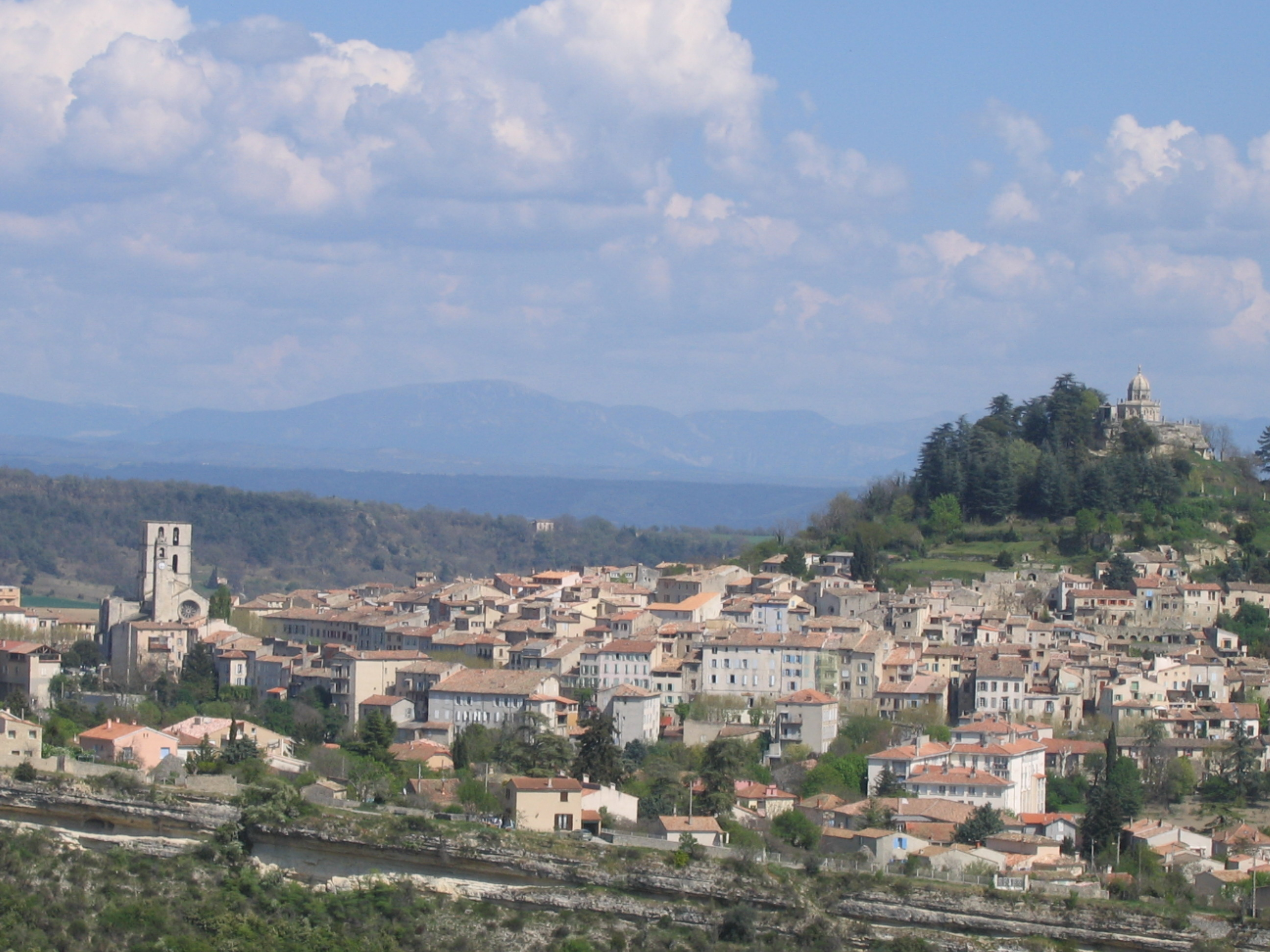
Forcalquier